# Ceratoconcha noszkyi
Ceratoconcha noszkyi is een zeepokkensoort uit de familie van de Pyrgomatidae. De wetenschappelijke naam van de soort is voor het eerst geldig gepubliceerd in 1949 door Kolosvary.